# 마린 사이스

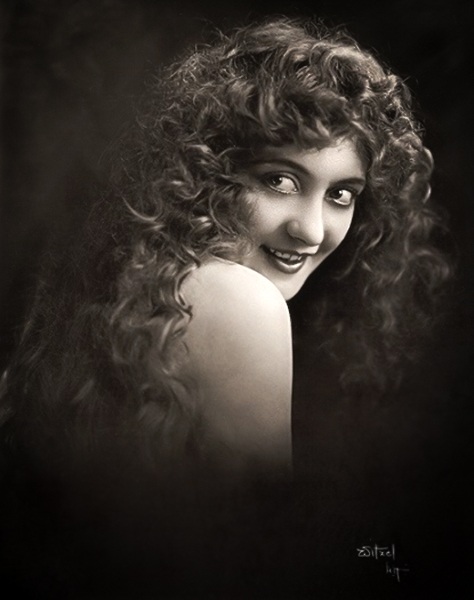

마린 사이스(Marin Sais, 1890년 8월 2일 ~ 1971년 12월 31일)는 미국의 배우, 연극 배우, 텔레비전 배우, 영화배우이다.
산라파엘에서 태어났으며 우들랜드힐스에서 사망하였다.

## 영화
- 샤도우 (1940년)